# Bernat de Caríntia
Bernat de Sponheim (1176 o 1181 - 4 de gener de 1256) va ser duc de Caríntia durant 54 anys, a partir de 1202 i fins a la seva mort.

## Família
Bernat era un descendent de la noble casa de Sponheimoriginaria de la Francònia renana, la qual des de 1122 havia heretat l'estat imperial de Caríntia. El seu pare fou Herman II de Sponheim, que va regnar des 1161 fins a 1181 Al principi va ser succeït pel germà gran de Bernat, el duc Ulric II, que va regnar durant dues dècades, però va morir sense fills el 10 d'agost de 1202, i després d'això Bernat el va succeir. Degut a una malaltia que va afectar Ulric II els quatre darrers anys de la seva vida, Bernat ja estava exercint la regència (1199-1202). La seva mare era Inés de Babenberg, la filla del duc Enric II d'Àustria anomenat Jasomirgott, que anteriorment havia estat casada amb el rei Esteve III d'Hongria.

## Regnat
Bernat va ser primer regent del ducat de Caríntia des que el seu germà el duc Ulric II va caure greument malalt el 1199. En el conflicte entre la Casa de Hohenstaufen i els seus rivals els güelfs pel tron alemany, originalment va continuar el suport del seu germà pel seu parent Felip de Suàbia, besnebot del rei Conrad III, que havia estat elegit rei dels Romans el 1198. No obstant això, es va tornar cap al güelf Otó IV després de l'assassinat de Felip el 1208. El 1213, Bernat de nou va canviar de bàndol donant suport al nebot de Felip II, el rei Frederic, que finalment es va imposar.
És reconegut com el fundador de l'abadia cistercenca de Kostanjevica a la Baixa Carniola vers 1234, així com de la posterior capital de Caríntia, Klagenfurt, que va traslladar a la seva actual ubicació el 1246.
Bernat va guanyar el control sobre els passos de muntanya estratègicament importants que conduïen a l'adjacent marca de Carniola, al sud, on el seu fill Ulric III el 1248 es va convertir en marcgravi pel seu matrimoni amb l'hereva Inés d'Andechs, filla del duc Otó I de Merania i germana d'Otó II.
El 1252 el duc Bernat i el seu fill Felip, bisbe electe de Salzburg (1247-1256) van fer presoners a Greifenburg al comte Albert IV de Tirol i al seu gendre Meinard. Van ser posats en llibertat, després que va cedir les importants possessions que tenia a l'alta Carintia i de pagar un gran rescat, havent de deixar a més dos fills de Meinard com a ostatges.
Bernat està enterrat a l'abadia de St Pau, al Lavanttal.

## Matrimoni i fills
El 1213, es va casar amb Judit, la filla del rei Ottokar I de Bohèmia i de la seva segona esposa la reina Constança, filla del rei Béla III d'Hongria. Van tenir quatre fills coneguts:
- Ulric III (vers 1220-1269), duc de Caríntia 1256-1269, marcgravi de Carniola des de 1248
- Bernat de Caríntia.
- Margarida de Caríntia.
- Felip de Caríntia (+ 21/22 de juliol de 1279), príncep-arquebisbe de Salzburg des 1247 a 1256 i patriarca d'Aquileia, de 1269 a 1273

Quan el duc Ulric III va morir sense hereus, el seu germà Felip va reclamar els estats de Carintia i Carniola, i fins i tot va arribar a fer vassallatge al rei Rodolf I d'Alemanya el 1275 No obstant això, ell no va poder imposar-se contra el seu cosí germà el rei Ottokar II de Bohèmia que el 1268 havia signat un tractat d'herència amb Ulric III.